# Phaesticus insularis
Phaesticus insularis är en insektsart som först beskrevs av Hancock, J.L. 1907.  Phaesticus insularis ingår i släktet Phaesticus och familjen torngräshoppor. Inga underarter finns listade i Catalogue of Life.